# Рейсвейк
Рейсвейк (нід. Rijswijk) — місто та община в провінції Південна Голландія (Нідерланди).

## Історія
Село Рейсвейк відоме з XIII століття, перша письмова звістка про нього датується 1267 р. В 1697 р. тут підписаний Рейсвейкський мирний договір, що завершив Війну Аугсбургської ліги.
Бурний розвиток Рейсвейка почався лише в XX столітті. Зараз практично вся територія общини Рейсвейк забудована, і місто Рейсвейк де-факто майже злився на півночі з Гаагою, а на півдні — з Делфтом.

## Відомі об'єкти

### Філія TNO
У місті розташована одна з філій Нідерландської організації з прикладних досліджень у галузі природничих наук (TNO).
Ця філія працює у галузі енергетичних матеріалів, проводячи тести на їхню стабільність та інші дослідження, зокрема, щодо підвищення енергетичного виходу порохів для гармат та використання 3D-друку при виготовленні твердого ракетного палива. Значна увага приділяється дослідженням з аналізу ризиків у питаннях безпеки боєприпасів, для чого здійснюються розрахунки вибухових показників (тиску, фрагментації, ефектів впливу на людей тощо).

### Архітектурні об'єкти
Архітектурною прикрасою міста є Стара церква (de Oude Kerk).

## Транспорт
Через місто проходять швидкісна автомагистраль A4 (Амстердам — Гаага — Делфт) та залізнична лінія Гаага — Делфт — Роттердам. Існує підземна залізнична станція, на якій зупиняються лише поїзди місцевого значення (нід. sprinter). Місто включене в трамвайну мережу Гааги, має трамвайний рух.

## Знамениті уроженці
- Жак ван Меєгерен (23 серпня 1912 року, Рейсвейк) — художник
- Фелікс Тейссен (24 листопада 1933 року, Рейсвейк) — нідерландський письменник
- Тедді Схолтен — переможниця конкурсу «Євробачення — 1959»
- Мохамед Санко — футболіст
- Ріхард Кноппер — футболіст

## Галерея

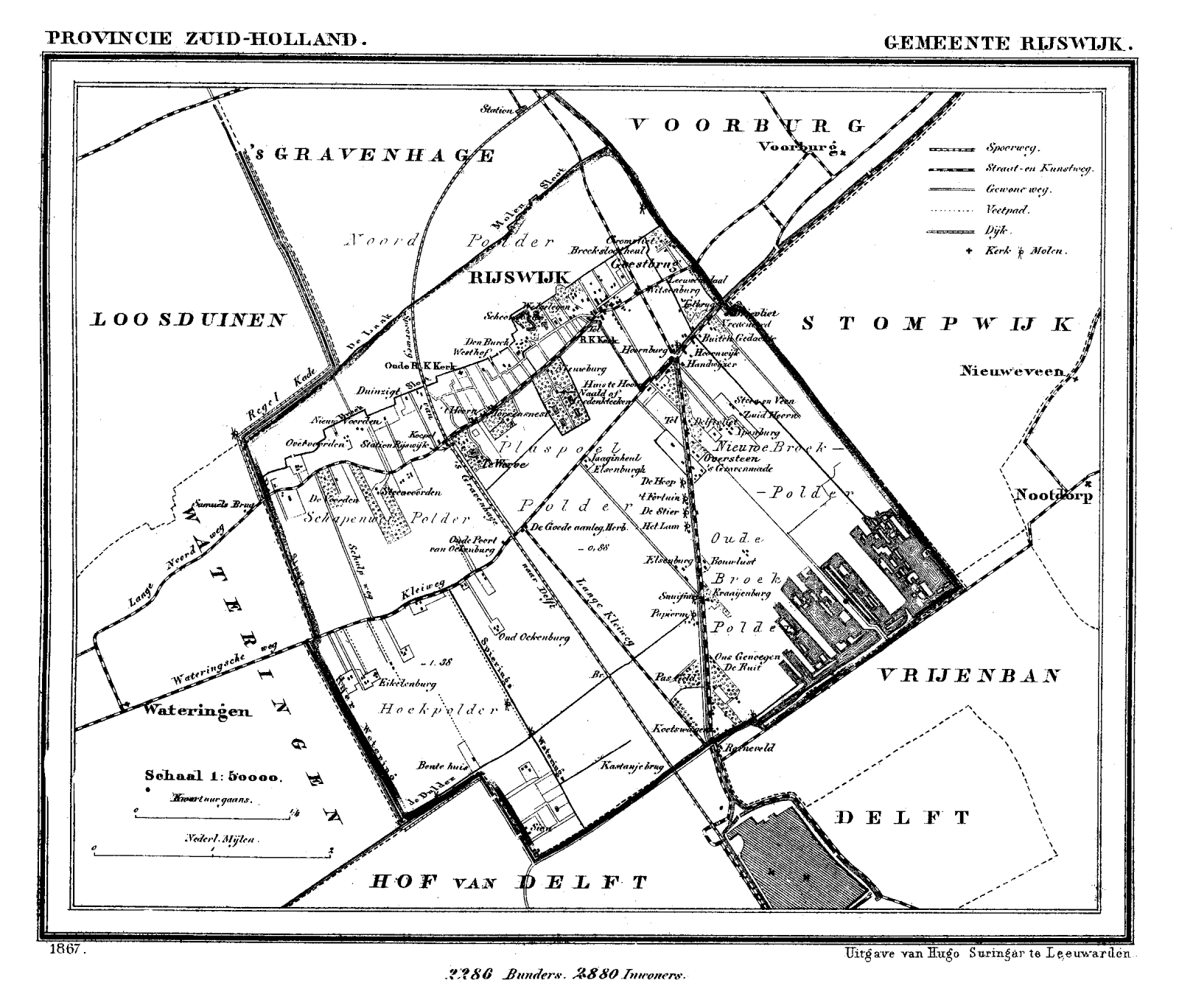
Рейсвейк в 1867 р.
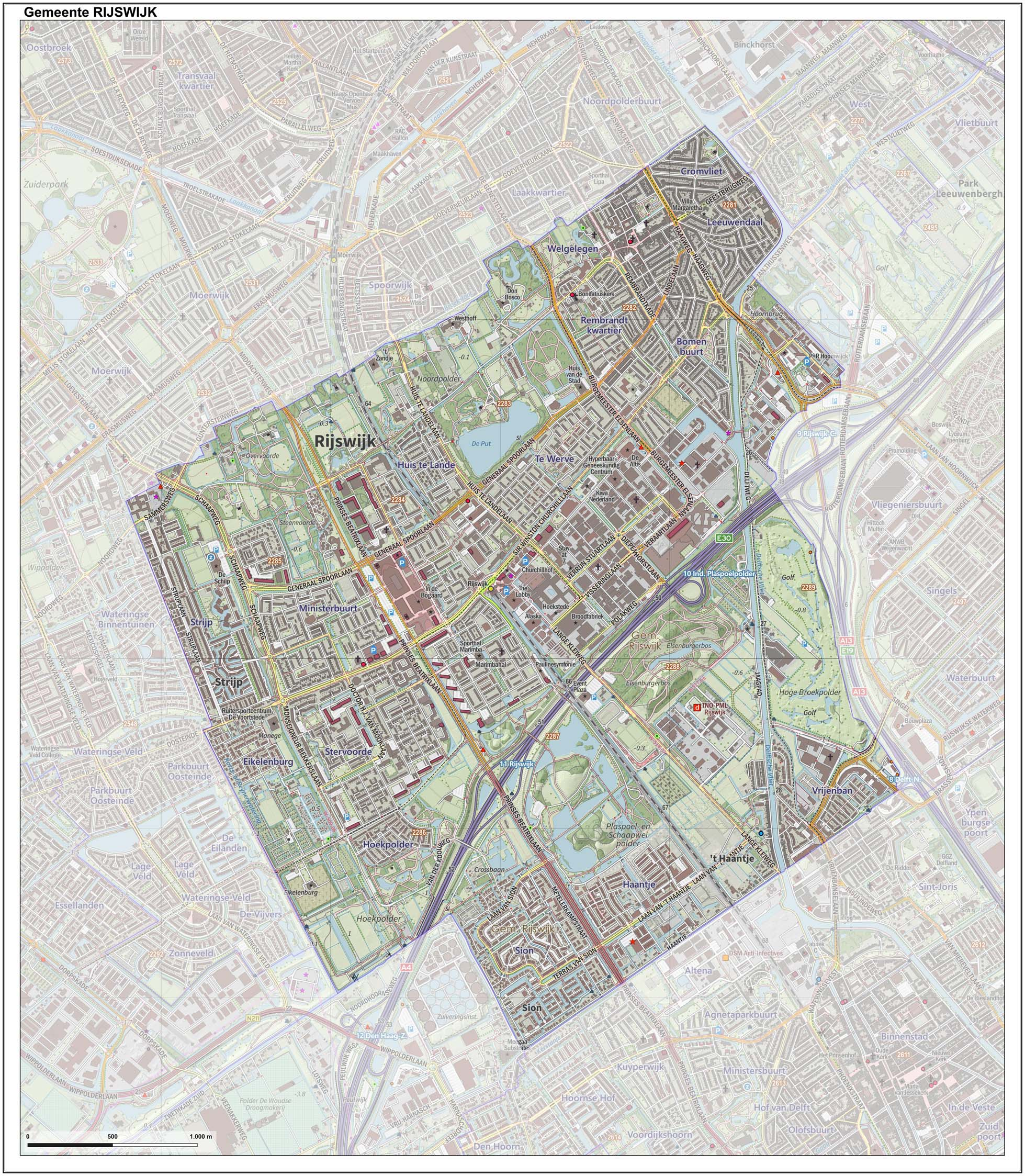
Схема Рейсвейка, червень 2015 р.
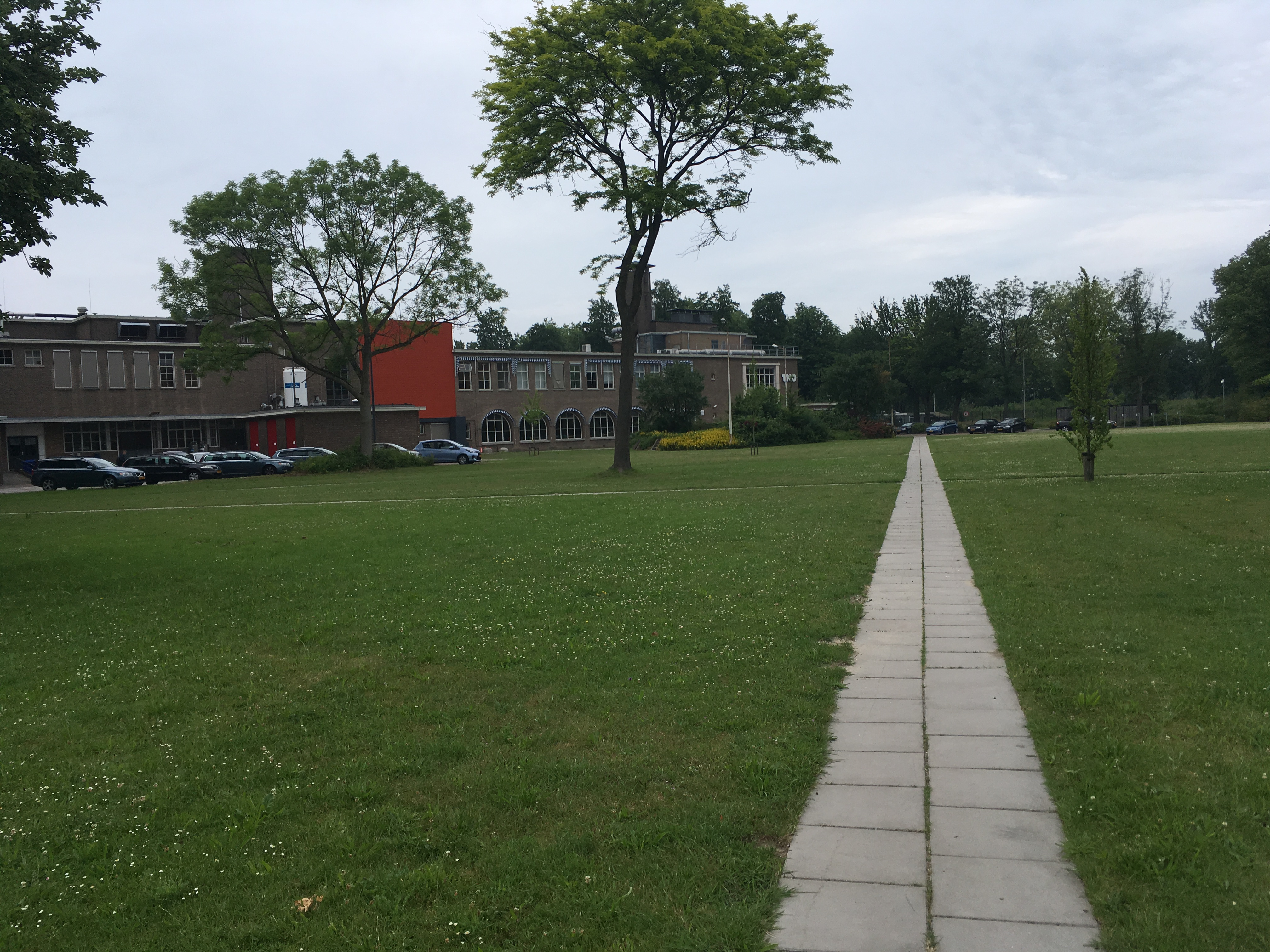
Філія TNO у м. Рейсвейк
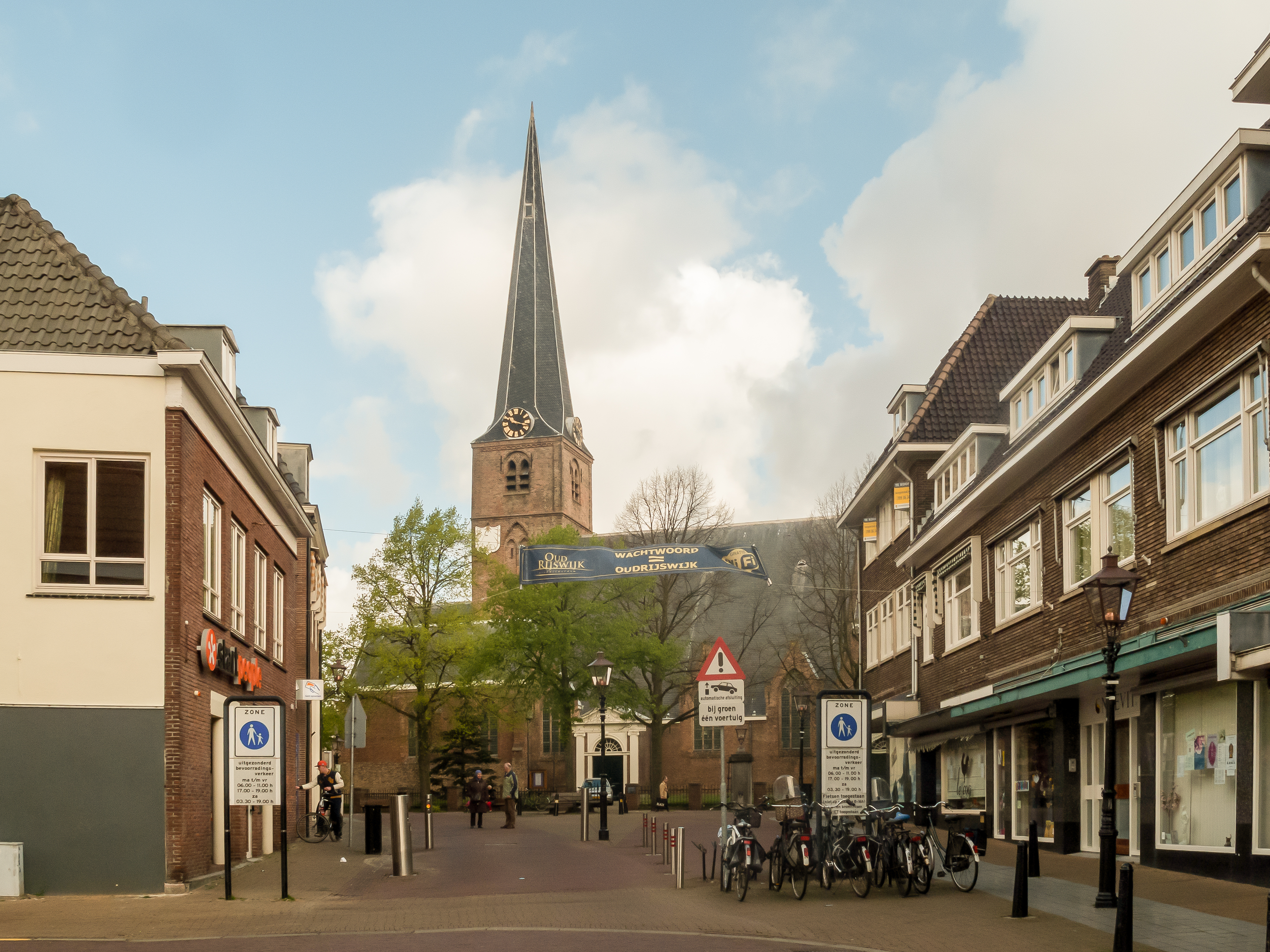
Стара церква (de Oude Kerk)